# Ulrich Kleemann
Ulrich Kleemann (Langensalza, 23 de Março de 1892 - Oberursel, 1 de Janeiro de 1963) foi um oficial do exército alemão nazista durante a Segunda Guerra Mundial.
Foi cadete em 1911, e chegou a Leutnant na cavalaria no início da Primeira Guerra Mundial (1914-18). Continuou a sua carreira na Reichswehr após o término do conflito, servindo em unidades armadas após 1934. Em 1 de outubro de 1938 foi romovido à Oberst e comandou o Schtz. Rgt. 3 até o início da Segunda Guerra Mundial. Se tornou um Generalmajor em 1 de Novembro de 1941, Generalleutnant em 1 de Abril de 1943 e General der Panzertruppe em 1 de Setembro de 1944.
Durante este período ele comandou a 3. Schtz.Brig. (1 de Janeiro de 1940), 90. Leichte Division, comprometido no Teatro de Operações Africano (1942), em seguida a Sturm-Division "Rhodos" (1943). Mais tarde ele estava no comando do IV Corpo Panzer (1 de Setembro de 1944).

## Condecorações
Foi condecorado com a Cruz de Cavaleiro da Cruz de Ferro (13 de Outubro de 1941), com Folhas de Carvalho (16 de Setembro de 1943, n°304).